# Fèlix Martínez i Comín
Fèlix Martínez i Comín (Barcelona, 30 de novembre de 1920 – 6 d'agost de 1995) fou un compositor de sardanes.
Va estudiar piano i violí al Conservatori Municipal de Barcelona i harmonia i composició amb Joaquim Zamacois. Com a intèrpret va actuar de trompa a l'Orquestra Filharmònica de Barcelona i a l'Orquestra Amics dels Clàssics fins al 1936. Als anys quaranta es va especialitzar en la música de ball, de la qual fou un destre arranjador, i també es va iniciar en la cobla, gènere que finalment va conrear a bastament i en el qual va obtenir nombrosos premis i èxits. Les seves sardanes destaquen per les combinacions instrumentals de nova factura i una constant de qualitat. L'any 1953, es va casar amb la cantant, actriu i compositora Pepita Llunell, molt premiada especialment en el camp de la composició sardanística. El seu reconeixement va esclatar l'any 1971 amb Rosa de Sant Jordi. La seva producció també inclou música de cambra, lieder i algunes peces simfòniques que no s'aparten del llenguatge tonal.